# Neocorini
Los neocorinos (Neocorini) son una  tribu de coleópteros polífagos crisomeloideos de la familia Cerambycidae.

## Géneros
Tiene los siguientes géneros:
- Aleiphaquilon Martins, 1970
- Fregolia Gounelle, 1911
- Marauna Martins & Galileo, 2006
- Myrmeocorus Martins, 1975
- Neocoridolon Melzer, 1930
- Neocorus Thomson, 1864